# 大白柳
大白柳（学名：Salix maximowiczii）为杨柳科柳属的植物。分布在远东地区、朝鲜以及中国大陆的黑龙江、吉林、辽宁等地，生长于海拔300米至600米的地区，多生长于林区河边，目前尚未由人工引种栽培。